# Chromozomová mutace

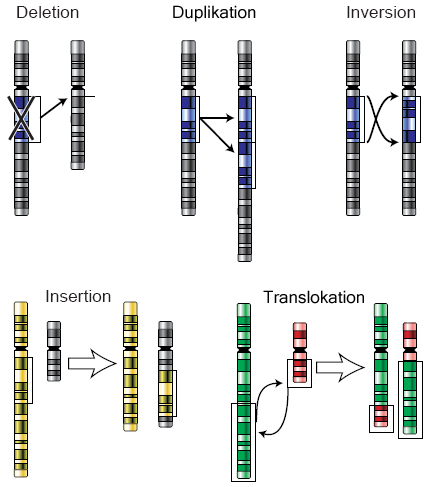
typy chromosomových mutací, schéma

Chromozomová mutace, respektive chromozomová aberace je mutace, která zasahuje do chromozomů a mění jejich tvar a strukturu. Jde o velmi rozsáhlé spektrum abnormalit, které může mít různě závažný klinický význam. Některé chromozomální odchylky jsou zcela neškodné a u svého nositele se ani neprojeví. Řada aberací ale není slučitelná se životem a u narozených se s nimi vůbec nesetkáme. Komplexní a mnohočetné chromozomální aberace nalezneme v nádorových buňkách.

## Dopad chromozomových aberací
Chromozomové aberace nemusí mít pro buňku, ve které vzniknou, okamžitý význam. Obvykle se projeví až při buněčném dělení, neboť většina těchto aberací více či méně stěžuje či úplně znemožňuje rovnoměrné rozdělení genetické informace do dceřiných buněk. To může mít za následek vznik nádorového onemocnění nebo (v důsledku odumírání buněk) urychlené stárnutí tkání a orgánů a rozvoj degenerativních procesů v organismu. U gametických buněk obou pohlaví jsou příčinou snížené plodnosti svých nositelů (rodičů), spontánních abortů nebo vrozených vývojových vad potomků.

## Rozdělení

### Numerické a strukturní aberace
1. Numerické aberace: Jsou způsobeny abnormálním počtem chromozomů v karyotypu. Struktura chromozomů je neporušená, patologicky se uplatňuje nestandardní množství genetického materiálu (genů). Numerické aberace vznikají kvůli chybě při rozchodu chromozomů do dceřiných buněk během buněčného dělení (nondisjunkce) nebo abnormalitami fertilizace či časné embryogeneze. Dají se dále dělit na:
  - Polyploidie – znásobena je celá chromozomová sada (u člověka n = 23 chromozomů, normální karyotyp – diploidní = 2n = 46 chromozomů). Obecně se stav, při kterém je v buňce obsažen n-násobek chromozomové sady, označuje jako euplodie. U člověka přichází v úvahu zejména triploidie (3n = 69 chromozomů) a tetraploidie (4n = 92 chromozomů).
  - Aneuplodie – numerická odchylka se týká pouze určitého chromozomu nebo chromozomů, ne však celé sady. Konkrétní chromozom může být buď znásoben – trisomie (3× – tři kopie chromozomu), tetrasomie (4× – čtyři kopie chromozomu), nebo naopak ztracen – monosomie (1× – jedna kopie chromozomu), nulisomie (0× – žádná kopie chromozomu).
2. Strukturní aberace: Jsou následkem chromozomových zlomů, na které navazuje určitá přestavba. Primární je tedy porucha struktury, přičemž původní množství genetického materiálu může – ale nemusí – být zachováno. Dělíme je na balancované (kdy je zachováno původní množství genetického materiálu) a nebalancované (kdy část genetického materiálu chybí či přebývá). Podle charakteru změny je dělíme do několika základních skupin:
  - Delece
  - Duplikace
  - Inverze
  - Translokace
  - Isochromozom
  - Ring chromozom
  - Fragmentace
  - Marker chromozom

V rámci komplexních chromozomálních abnormalit, jaké najdeme například v nádorových buňkách, lze ve stejné buňce narazit na numerické i strukturní aberace, často i mnohočetné.

### Somatické a gametické aberace
Další dělení zohledňuje původ / vznik chromozomální aberace. Ty mohou být vrozené či získané:
1. Vrozené chromozomální aberace – nazývány též gametické. Tyto aberace jsou přítomné od narození, přesněji řečeno již od počátku vývoje příslušného jedince. Jsou přítomné ve všech buňkách těla (i v zárodečných buňkách) a mohou se přenášet na potomky. Typickým příkladem mohou být některé inverze či balancované translokace.
2. Získané chromozomální aberace v somatických buňkách – charakteristickým poškozením je zlom chromozomu s následným chybným spojením nebo ztrátou části chromozomu. Představují závažné riziko především pro postiženého jedince. Chromozomové mutace (aberace) mohou vést k aktivaci onkogenů, pokud jsou tyto lokalizovány v místě zlomu. U exponovaného jedince jsou somatické mutace příčinou vzniku řady degenerativních onemocnění (např. ateroskleróza, diabetes), způsobují urychlené stárnutí buněk, tkání a orgánů, snižující celkovou kvalitu života a stojí na začátku řetězce změn vyúsťujících v nádorové onemocnění. Vznikají až v průběhu života postiženého jedince. Chromozomové aberace v gametických (zárodečných buňkách) obou pohlaví jsou příčinou snížené plodnosti svých nositelů (rodičů), spontánních abortů nebo vrozených vad (VV) potomků. Gametické mutace ovlivňují nepříznivě vývoj zárodku poruchami metabolizmu, ovlivněním duševního vývoje, zvýšenou dispozicí k některým onemocněním (diabetes, hypertenzní nemoc) nebo k nádorovým onemocněním.

Klinický význam chromozomálních aberací je různý. Malé strukturální změny často nezpůsobují žádný fenotypový projev, zatímco numerické odchylky mohou způsobovat závažné syndromy nebo nejsou slučitelné se životem. Na chromozomální abnormalitu mohou upozornit:
- Strukturální vrozené vývojové vady, zejména mnohočetné
- Kraniofaciální dysmorfie
- Psychomotorická a mentální retardace
- Poruchy svalového tonu, zejména hypotonie
- Abnormální vzrůst
- Poruchy primárních i sekundárních pohlavních znaků
- Poruchy plodnosti

### Typické syndromy
Existuje několik klasických syndromů způsobených chromozomální aberací. Podezření na tato syndromy lze často vyslovit už jen na základě klinického vyšetření, pro potvrzení diagnózy je ovšem cytogenetické vyšetření nezbytné. Nejtypičtější jsou:
- Downův syndrom
- Edwardsův syndrom
- Patauův syndrom
- Turnerův syndrom
- Klinefelterův syndrom
- Syndrom Cri du chat
- DiGeorgův syndrom

## Příklady zápisu
Pokud cytogenetickým vyšetřením prokážeme určitou abnormalitu v karyotypu, je potřeba ji správně zaznamenat. Za tímto účelem je vytvořen mezinárodní systém cytogenetické nomenklatury (ISCN – The International System for Human Cytogenetic Nomenclature). V současnosti je platná verze z roku 2016.
| Zkratka   | Význam                     | Příklad zápisu                     |
| --------- | -------------------------- | ---------------------------------- |
| − (minus) | Chybějící chromozom        | 45,XY,-22                          |
| /         | Mozaika (s procenty)       | 46,XX [15] / 45,X [85]             |
| + (plus)  | Nadbytečný chromozom       | 47,XX,+21                          |
| del       | Delece                     | 46,XY,del(5)(q13q33)               |
| der       | Derivovaný chromozom       | 46,XX,der(9)del(9)(p12)del(9)(q31) |
| dup       | Duplikace                  | 46,XY,dup(1)(q22q25)               |
| fra       | Fragilní místo             | 46,X,fra(X)(q27.3)                 |
| i         | Izochromozom               | 46,XY,i(21)                        |
| inv       | Inverze                    | 46,XY,inv(2)(p21q31)               |
| mar       | Marker chromozom           | 47,XX,+mar                         |
| r         | Ring chromozom             | 46,XY,r(7)                         |
| rob       | Translokace – Robertsonská | 46,XX,rob(13;21)(q10;q10)          |
| t         | Translokace – reciproká    | 46,XX,t(2;5)(p12;q31)              |

### Správný zápis
Při popisu karyotypu je zapotřebí držet se tří základních kroků:
1. Zapsat počet všech chromozomů (arabskou číslicí). V případě normálního karyotypu půjde samozřejmě o číslo 46. Důležité je, že se hodnotí opravdu počet "kusů". Například pokud půjde o karyotyp s Robertsonskou translokací t(14;21) – u kterého jsou příslušné dva chromozomy spojeny v jeden – potom je v karyotypu přítomno pouze 45 chromozomů (ačkoliv celkové množství genetické informace je nezměněno). Normální karyotyp, u kterého je přítomen 1 marker chromozom, obsahuje 47 chromozomů apod.
2. Zapsat kombinaci pohlavních chromozomů. Zápis se provede velkými písmeny za počet chromozomů, od kterého se oddělí čárkou. V případě normálního karyotypu jde o kombinaci XX u ženského karyotypu a XY u mužského karyotypu. Veškeré nadpočetné / chybějící gonozomy musí být v této části zápisu zohledněny. Například 45,X nebo 47,XXY (celkový počet chromozomů vyjádřený číslem samozřejmě musí i zde odpovídat).
3. Zapsat veškeré další numerické či strukturní odchylky karyotypu. V této části se uplatňují zkratky uvedené výše v tabulce. Každá numerická či strukturní odchylka se zaznamená až za kombinaci pohlavních chromozomů a od ní se opět oddělí čárkou. Je-li přítomno více abnormalit, je nutné je zaznamenat všechny. Pokud jde o numerickou abnormalitu, je nutné, aby celkový počet chromozomů (vyjádřený číslem) opět odpovídal. Například 47,XX,+21 (47 chromozomů, kombinace XX = žena, nadpočetný chromozom 21) – klinická diagnóza: Downův syndrom.